# Американский экспедиционный корпус (Первая мировая война)
Американский экспедиционный корпус (англ. American Expeditionary Forces, AEF), Америка́нский экспедицио́нные си́лы (англ. American Expeditionary Force) — бывшее вооружённое формирование армии США, сформированное для участия в операциях на западном фронте Первой Мировой Войны.
В другом источнике указано что Америка́нский экспедицио́нные си́лы, часть вооружённых сил США, участвовавшая в боевых действиях в Европе в годы 1-й мировой войны, и они, к ноябрю 1918 года, в своём составе насчитывали свыше 2 000 000 человек (42 дивизии).

## Участие в Первой мировой войне
23 марта Североамериканские Соединённые Штаты (САСШ) объявила войну Германской империи, и президент В. Вильсон в своём послании, объявление войны Германской империи мотивировал ею нарушение элементарных основ международного права и человечности и ведение подводной войны. Вильсон потребовал от конгресса кредитов на полную мобилизацию флота и увеличение численности армии САСШ.
На основании законопроекта, утверждённого сенатом и палатою, подавляющим большинством их голосов, в САСШ была введена обязательная воинская повинность, предоставлено право президенту призвать на службу немедленно 500 000 человек, и позже еще 500 000. Сформирование, подготовка и транспортировка американских экспедиционных войск потребовали очень большого времени.
Первые американские войска высадились на европейском побережье в июне 1917 года, в другом источнике указано что, первые дивизии начали прибывать на европейский фронт только в середине июня 1917 года.
По прибытии во Францию, американские военные инженеры построили 82 временных корабельных причала и более 160 000 километров телефонных и телеграфных линий.
К июню 1917 года во Францию прибыло только 14 000 американских солдат, и до конца октября 1917 года они принимали лишь незначительное участие на фронте.
Весной 1918 года четыре американские дивизии были развернуты под французским и британским командованием для приобретения боевого опыта, защищая относительно тихие участки западного фронта. К маю 1918 года во Франции было размещено более миллиона американских солдат, и к июню большая часть американцев была развёрнута и готова к бою, в другом источнике указано что в июне 1918 года перевезено до 500 000 человек, а к декабрю 1918 года — до 1 400 000.
Первой наступательной операцией формирования была битва при Хамеле (4 июля 1918 года).
Войска формирования и морской пехоты США сыграли ключевую роль в предотвращении немецкого наступления на Париж во время Второй битвы на Марне в июне 1918 года (в сражении при Шато-Тьерри (1918 год) и битве при Белло-Вуд). Первым крупным и отчетливым американским наступлением было сокращение выступа Сен-Михель в сентябре 1918 года.
В конце войны американские формирования в конечном итоге сражались на двух театрах военных действий. Першинг послал войска 332-го пехотного полка в Италию и 27-го и 339-го пехотного полка в Россию (известны позже как американские экспедиционные силы в Сибири и американский экспедиционный корпус в Северной России).

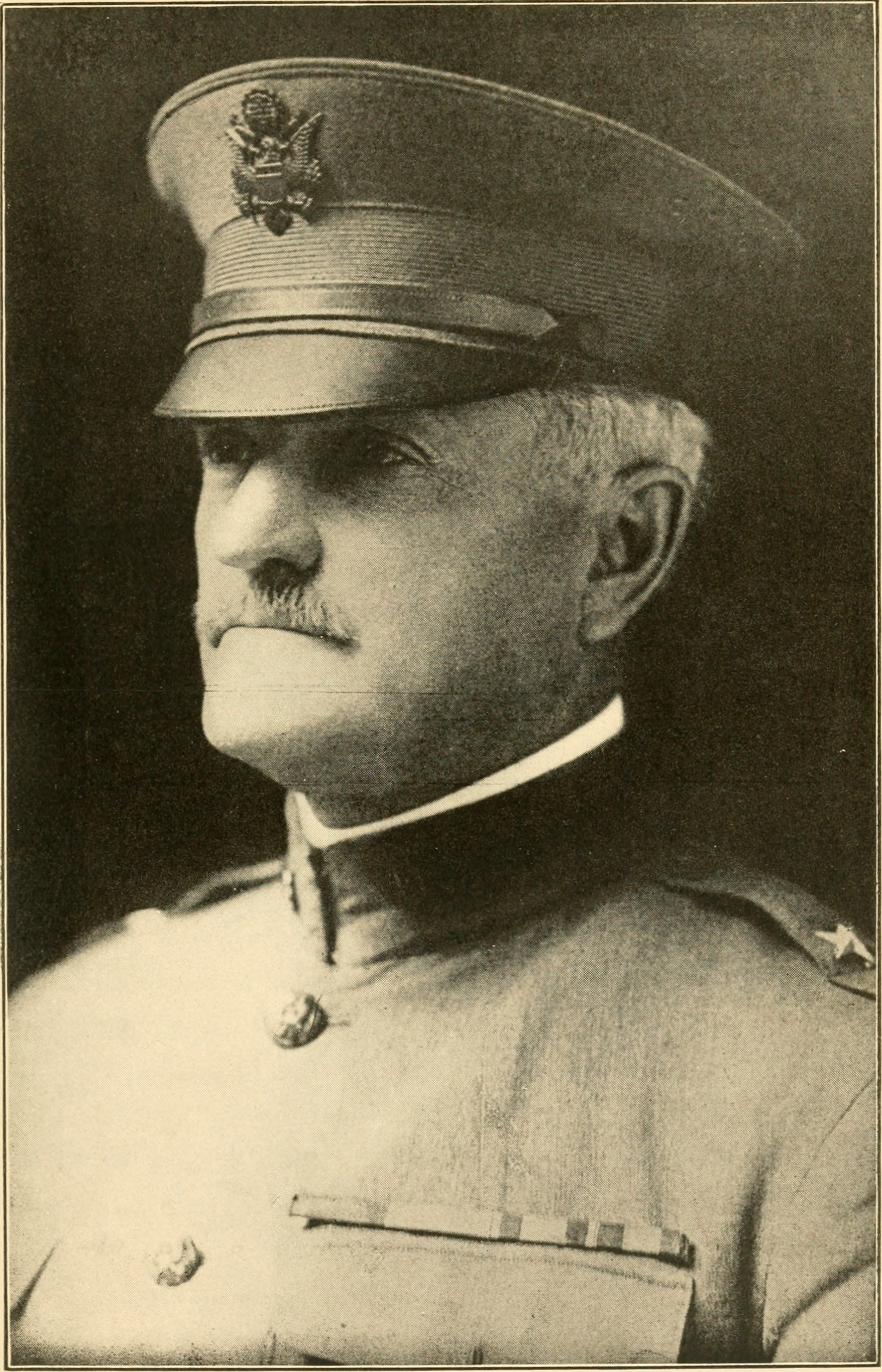
Главнокомандующий американских экспедиционных войск, генерал Джон Першинг, 1917 год.
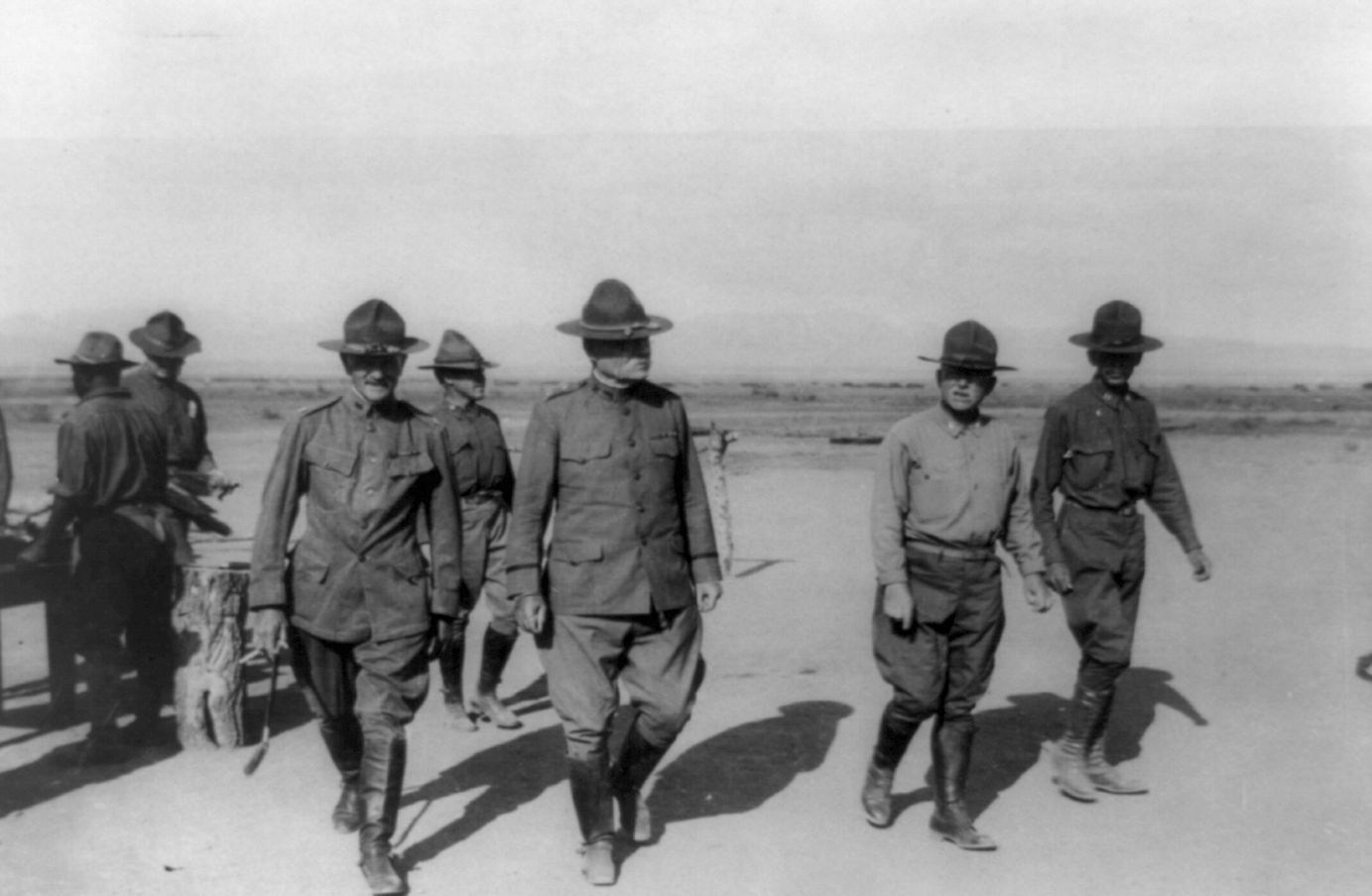
Генералы Першинг и Блисс посещают тренировочный лагерь.
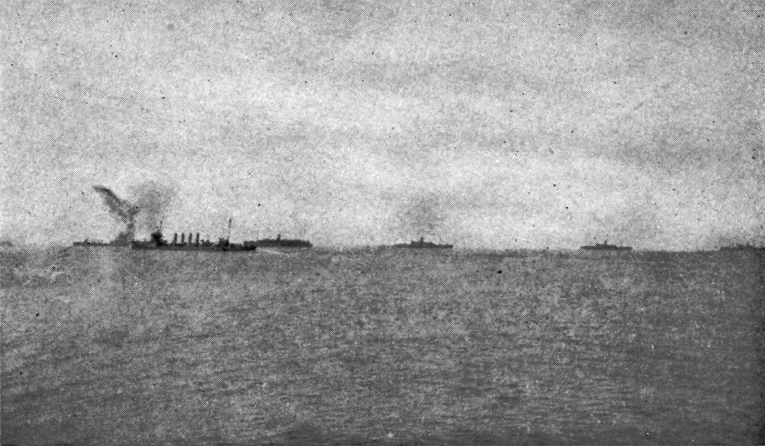
Первый американский конвой, 1917 год.
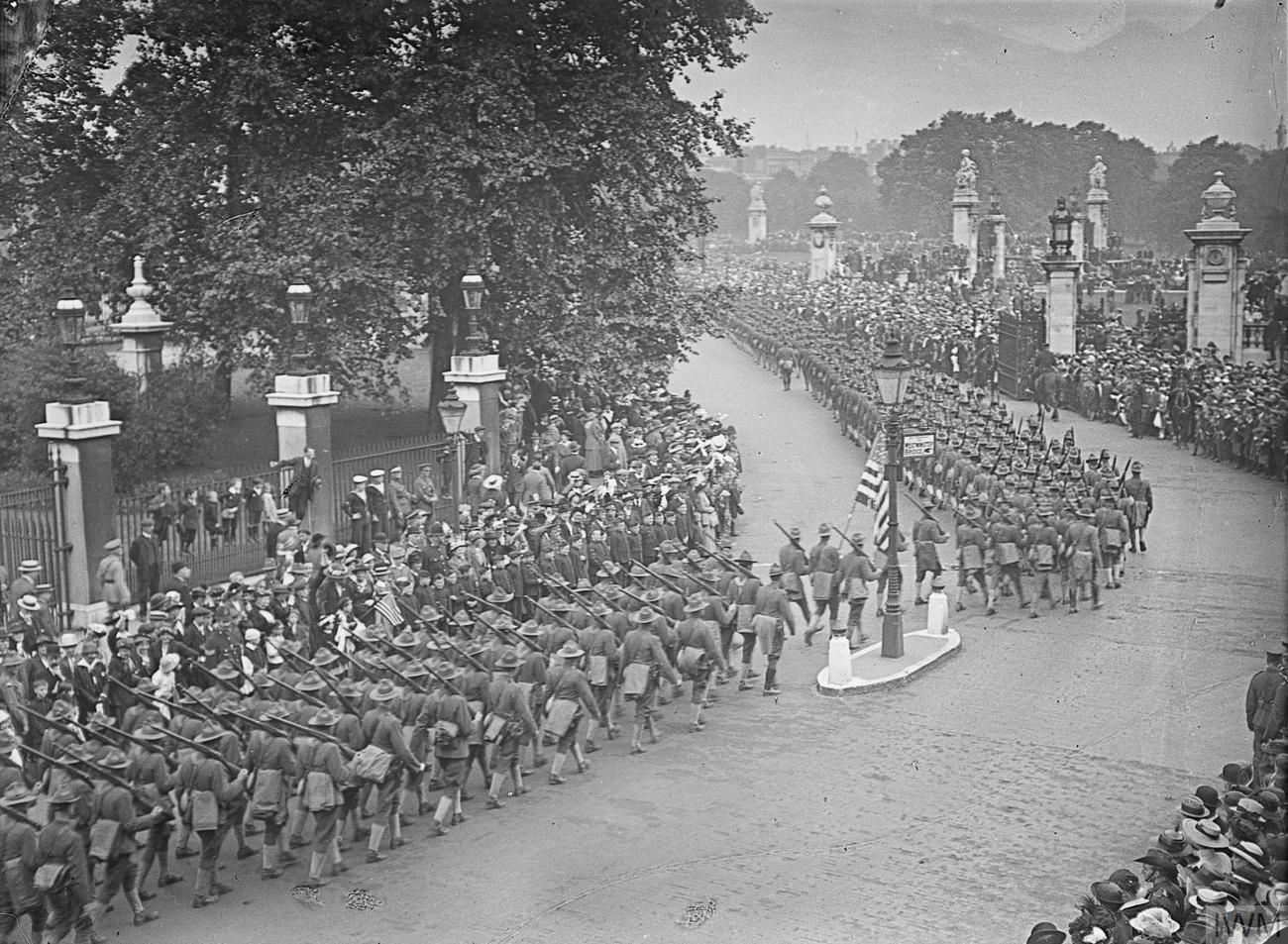
Колонна американских войск проходит Букингемский дворец в Лондоне, 1917 год.
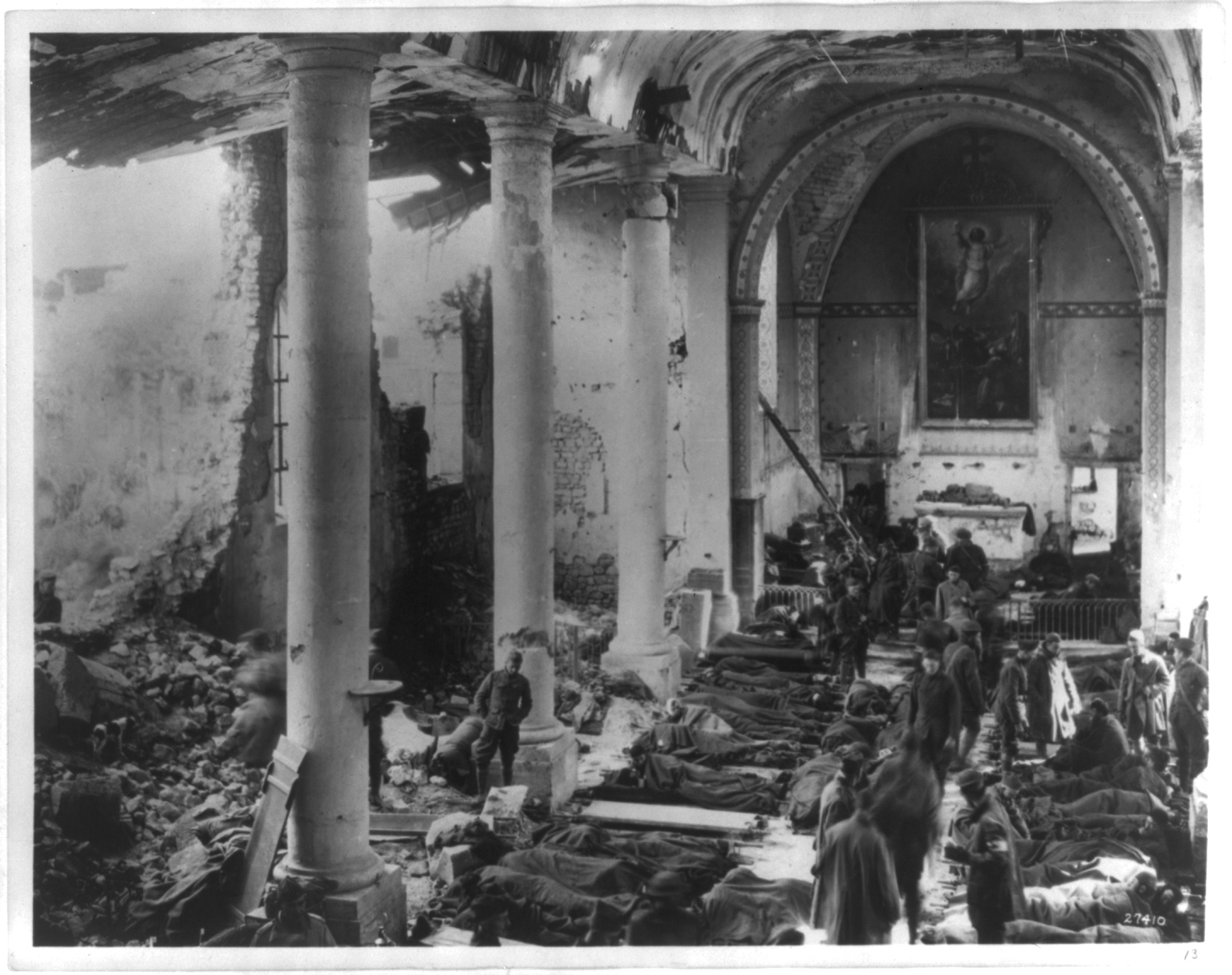
Армейский полевой госпиталь во Франции, 1918 год.
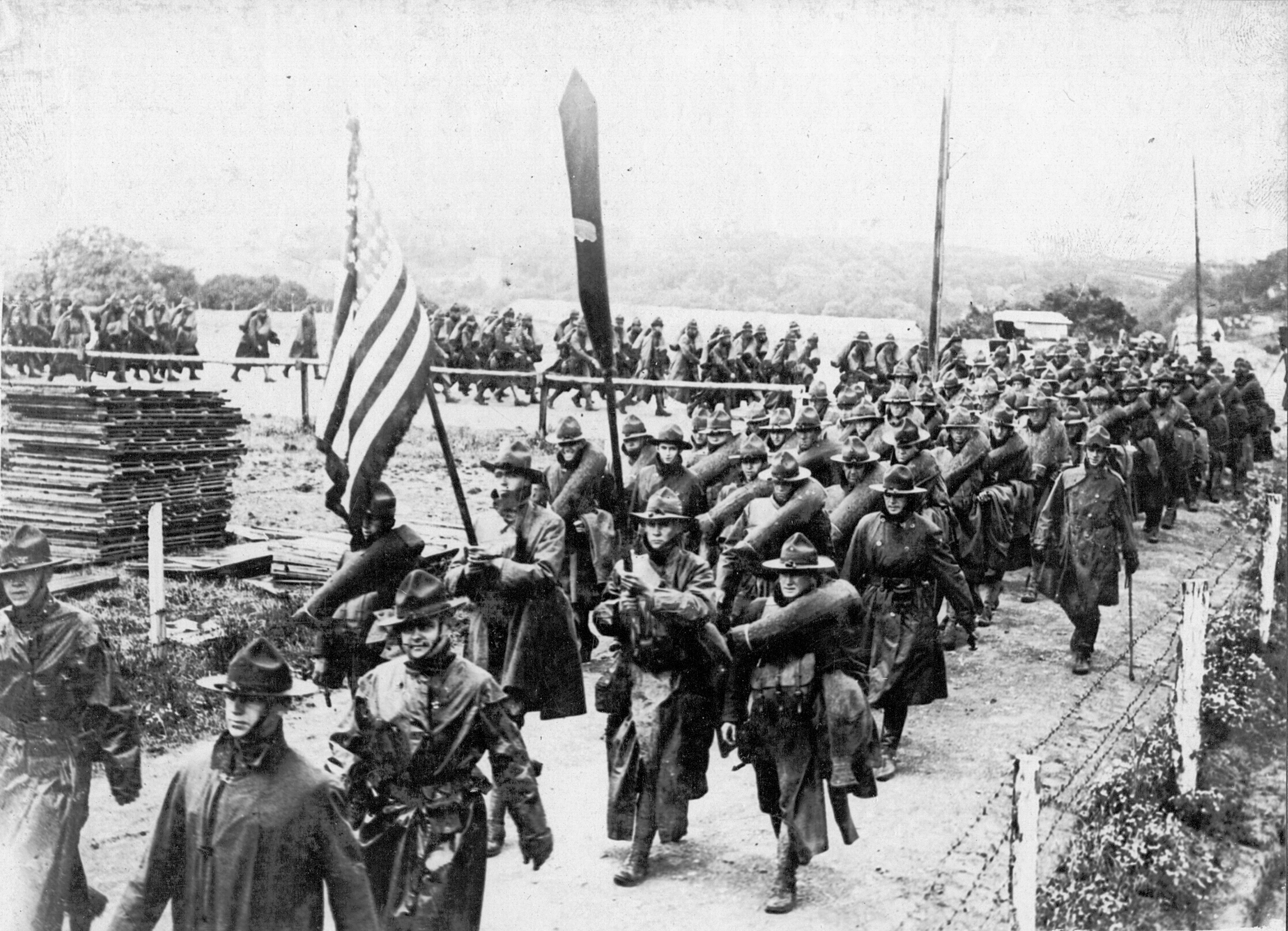
Американские войска проходят во Франции.
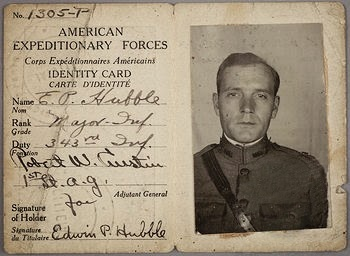
Удостоверение офицера экспедиционного корпуса, 1918 год.

## Военнопленные
Во время участия США в Первой мировой войне на стороне Антанты с 1917 года по 1918 год несколько тысяч американских солдат и офицеров Американского экспедиционного корпуса были захвачены в плен Центральными державами. Большинство из них были пленены на Западном фронте немецкими войсками.

## Потери и демобилизация
В общей сложности Американский экспедиционный корпус потерял около 320 000 человек, из них 53 402 убитыми в боях, 63 114 погибшими по небоевым причинам и 204 000 ранеными.
После перемирия 11 ноября 1918 года тысячи американцев были отправлены домой и демобилизованы. 27 июля 1919 года количество уволенных солдат составило 3 028 487 человек.